# Georges-Jean Arnaud
Georges-Jean Arnaud (Saint-Gilles, 3 luglio 1928 – La Londe-les-Maures, 26 aprile 2020) è stato uno scrittore francese.

## Carriera
È uno degli scrittori francesi più prolifici: la sua opera, scritta sotto gli pseudonimi più svariati (Saint-Gilles, Georges Murey, Ugo Solenza, Gil Darcy, Georges Ramos, Frédéric Mado, Gino Arnoldi) è stata di 416 romanzi.
Benché la sua opera più nota sia La Compagnie des glaces, Arnaud è anche l'autore di un centinaio di romanzi polizieschi, altrettanti di spionaggio, sei romanzi fantastici e circa 75 romanzi erotici.
Ha ricevuto numerosi premi letterari dal suo debutto, tra cui:
- Il prix du Quai des Orfèvres 1952 per Ne tirez pas sur l'inspecteur
- La Palme d'Or du roman d'espionnage 1966 per Les égarés
- Il prix Mystère de la critique 1977 per Enfantasme
- Il prix Apollo 1988 per La Compagnie des glaces

È morto il 26 aprile 2020 a 91 anni.

## Opere
Opere di rilievo:
- La compagnie des glaces, feuilleton in 62 volumi firmati G. J. Arnaud (Fleuve noir, collana Anticipation)
- Chroniques glaciaires, 11 volumi firmati G. J. Arnaud (Fleuve noir, collana Anticipation)
- La Compagnie des glaces, nouvelle époque, 24 volumi firmati G. J. Arnaud, seguito de La Compagnie des glaces,dopo il riscaldamento (Fleuve noir, collana Anticipation)
- Série Pascal, 18 romanzi erotici firmati Ugo Solenza (Euredif, collana Aphrodite)
- Série Luc Ferran, romanzi di spionaggio firmati Gil Darcy (L'Arabesque, collana Espionnage)
- Série Le Commander, romanzi di spionaggio firmati G. J. Arnaud (Fleuve noir, collana Espionnage), dal 1961 al 1986